# Estación Cúa General Ezequiel Zamora
La Estación Cúa "General Ezequiel Zamora" es una estación ferroviaria del tramo "Ezequiel Zamora", la cual forma parte del Sistema Ferroviario Nacional de Venezuela. En particular, esta estación sirve a la ciudad de Cúa, ubicada en el estado Miranda.

## Historia
Fue inaugurada el 15 de octubre de 2006, aunque algunos trabajos se continuaron en los siguientes meses, relacionados con acabados, lo cual no impidió que operara con normalidad desde el día previsto para su inauguración. Fue llamada así en honor al general venezolano, Ezequiel Zamora, nacido en Cúa y recordado por tener una destacada participación en la Guerra Federal, un conflicto civil del siglo XIX en Venezuela.

## Localización
Está ubicada en la localidad de Cúa, en el Municipio Urdaneta del Estado Miranda, al centro norte de Venezuela. Este se encuentra muy cerca del terminal de autobuses local, específicamente, en el sector Tovar de la Colonia Mendoza.

## Características
Es la estación terminal del Sistema Ferroviario "Ezequiel Zamora", siendo el tramo central del sistema ferroviario nacional de Venezuela. Este constituye uno de los transportes masivos más importantes de la localidad, puesto que permite una fácil y rápida comunicación con la ciudad de Caracas.